# Karl Christoph Klauer
Karl Christoph Klauer (* 30. Oktober 1961 in Bad Kreuznach) ist ein deutscher Sozial- und Kognitionspsychologe. Er erhielt 2004 den mit 1,55 Millionen Euro dotierten Gottfried-Wilhelm-Leibniz-Preis für seine Forschungen zur Kommunikation des Menschen.

## Biographie
Karl Christoph Klauer wurde 1961 geboren. Er studierte an der RWTH Aachen von 1980 bis 1983 Mathematik und Psychologie und verbrachte ein Jahr (1983/84) am St. Catharine’s College in Oxford. Sein Diplom für Mathematik bekam er 1984, 1985 folgte das Diplom in Psychologie.
Von 1985 bis 1986 arbeitete er an der Universität Hamburg als wissenschaftlicher Mitarbeiter und von 1986 bis 1988 schloss sich ein Promotionsstudium im Rahmen der DFG-Projekte „Ordinale Netzwerkskalierung“ und „Komponententheorie der Einstellung“ unter Leitung von Hubert Feger an. 1988 promovierte er in Hamburg und ging danach als wissenschaftlicher Assistent an die Freie Universität Berlin, wo er 1992 seine Habilitation abschloss. 1994 folgte er der Berufung auf eine C3-Professur für Allgemeine Experimentelle Psychologie an die Universität Heidelberg, 1996 wurde er C4-Professor für Psychologie an der Universität Bonn, derzeit ist er Professor für Sozialpsychologie und Methodenlehre an der Albert-Ludwigs-Universität Freiburg.

## Werk
Karl Christoph Klauer konzentriert sich bei seinen Forschungen vor allem auf die Untersuchung des propositionalen Schlussfolgerns. Er untersucht das Phänomen, dass ein Mensch lieber eine falsche Argumentation akzeptiert, wenn das Ergebnis seinen Erwartungen entspricht als eine richtige Argumentation, wenn das Ergebnis unerwartet ist.

## Auszeichnungen und Mitgliedschaften
- 1984: Springorum-Denkmünze der RWTH Aachen
- 1990: Heinz-Heckhausen-Jungwissenschaftlerpreis der Deutschen Gesellschaft für Psychologie
- 1993: Award for Outstanding Research der International Federation of Classification Societies (IFCS)
- 1995: Award for Distinguished Contributions to Psychological Assessment der European Association for Psychological Assessment (EAPA)
- 2004: Gottfried-Wilhelm-Leibniz-Preis[1]  der Deutschen Forschungsgemeinschaft
- 2009: Mitglied der Leopoldina[2]
- 2012: Wilhelm-Wundt-Medaille